# 새미 매킬로이
새뮤얼 백스터 매킬로이, MBE(영어: Samuel Baxter McIlroy, 1954년 8월 2일, 벨파스트 ~)는 북아일랜드의 전직 축구 선수로, 현역 시절 미드필더로 활약했다. 그는 선수 시절 맨체스터 유나이티드, 스토크 시티, 맨체스터 시티, 외리뤼테(스웨덴), 베리, 뫼들링(오스트리아), 프레스턴 노스 엔드, 그리고 북아일랜드 국가대표팀에서 활약했다. 은퇴 후, 그는 잉글랜드 몇몇 구단들과 북아일랜드 국가대표팀 감독을 역임했고, 가장 최근에 풋볼 리그 2의 모컴을 지도해 사상 첫 잉글리시 풋볼 리그 승격을 이룩했다.
매킬로이는 1986년 여왕 생축 수여식에서 축구 분야에 대한 공헌으로 대영 제국 구성원장(MBE)을 받았다.

## 클럽 경력
매킬로이는 벨파스트 출신으로, 1969년에 잉글랜드의 맨체스터 유나이티드로 이적했는데, 그는 맷 버스비 체제의 마지막 영입이 되었다. 그는 1971년 11월 6일에 맨체스터 시티와의 맨체스터 더비 경기에서 신고식을 치렀고, 이 경기에서 득점도 기록해 3-3 무승부에 일조했다. 그는 후보와 주전을 오갔고, 1973-74 시즌에 31경기를 치렀지만, 소속 구단인 맨체스터 유나이티드는 몇 차례 없는 강등의 굴욕을 맛보았다. 그는 1974-75 시즌 경기에 늘 출전해 구단의 경기에 51번 모두 출전해 1년 만의 1부 리그 복귀에 성공했다. 1부 리그 복귀 첫 시즌에는 리그를 3위로 마치고 FA컵 결승전에도 진출했지만, 사우샘프턴에게 0-1로 패했다.
1년 후, 매킬로이는 리버풀과의 이듬해 결승전에서 2-1로 이기면서 처음으로 우승을 맛보았다. 맨체스터 유나이티드는 2년 후에도 FA컵 결승전에 올랐지만, 아스널에 2-3으로 패해 준우승으로 만족해야 했다. 매킬로이는 0-2로 끌려가던 와중에 교체로 들어가 동점골을 기록했지만, 앨런 선덜랜드에게 막판 결승골을 헌납하며 아스널에게 우승을 내주었다. 올드 트래퍼드에서 10년을 보낸 매킬로이는 419번의 경기에 출전해 71골을 기록하고 1982년 2월에 스토크 시티로 이적했다.
1982년 2월 2일, 스토크 시티는 매킬로이를 영입하기 위해 구단 역대 최고 이적료인 £350,000를 맨체스터 유나이티드에 지불했다. 그는 1981-82 시즌 강등권에 허덕이는 와중에 스토크 시티로 이적했고, 18번의 경기에 출전해 2점 차로 간신히 1부 리그 잔류를 이룩했다. 1982-83 시즌, 스토크 시티는 매킬로이와 그의 전 맨체스터 유나이티드 동료인 미키 토머스, 마크 체임벌린, 그리고 폴 브레이스웰로 구성된 탄탄한 중원을 구축해 1982-83 시즌에 중위권인 13위로 시즌을 마쳤다. 그러나, 1983-84 시즌, 스토크 시티는 또다시 강등권에 허덕이는 와중에 매킬로이는 복귀한 앨런 허드슨과 협력해 반전을 이뤄 승점 2점 차이로 잔류에 성공했다. 1984-85 시즌, 스토크 시티는 역대 최저 승점인 17점으로 치욕적인 강등을 당했는데, 매킬로이는 이 시즌에 구단 올해의 선수로도 꼽혔다. 그는 1985년 여름에 자유 이적으로 구단을 떠나 1985-86 시즌에 맨체스터 시티에서 활약했고, 1986년에는 스웨덴의 외리뤼테에서, 1986년부터 1989년까지는 베리에서, 1989년부터 1991년까지는 프레스턴 노스 엔드에서 활약했다. 매킬로이가 현역 말년을 보낸 곳은 노스위치 빅토리아로, 1991년부터 1993년까지 활약했다.

## 국가대표팀 경력
현역 시절 북아일랜드 국가대표 선수이기도 했던 매킬로이는 88번의 국가대표팀 경기에 출전하여 5골을 넣었다. 그는 1982년 월드컵에 참가해 자국의 경기에 5번 모두 출전했는데, 북아일랜드는 개최국 스페인을 이기고 2차 조별 리그에 진출했다. 1986년 월드컵에서는 자국 대표팀의 주장을 맡았다. 그는 마지막 브리티시 홈 챔피언십 우승의 주역이기도 했다.

## 감독 경력
매킬로이는 1991년에 프레스턴 노스 엔드에서 활약할 당시 존 매그래스 지휘 하에 선수 겸 수석 코치로서 지도자의 길에 들었다. 그는 이후 비리그 구단 애시턴 유나이티드와 노스위치 빅토리아를 거쳐 메이클스필드 타운을 6년 반 동안 지도했고, 1997년에 풋볼 리그 승격을 이룩했다.
매킬로이는 1993년에 모스 로스에 도착해 전 시즌 강등을 간신히 피했던 피터 레그의 바통을 이어받았다. 매킬로이의 모스 로스에서의 첫 시즌은 준수했는데, 7위로 시즌을 마감하고 밥 경 트로피를 들어올리며 우승을 거두었다. 그는 2년차에 모두의 기대를 뛰어넘어 신들리고 물 흐르듯 연결되는 축구로 모직자 군단에게 컨퍼런스 우승을 가져다 주었지만, 구장 규정으로 아깝게 승격이 무산되었다. 이듬해, 또다시 우승을 하면서, 모직자 군단은 노스위치 빅토리아를 웸블리에서 3-1로 꺾고 구단의 2번째 축구협회 주관 대회를 우승했다. 리그 최고의 성과는 아직 손에 닿지 않았는데, 구단은 컨퍼런스 준플레이오프전에서 4위로 마감했다. 1996-97 시즌에는 보다 나은 활약을 펼쳤는데, 모직자 군단은 최종전에서 케터링 타운을 4-1로 이겨 120년 만의 풋볼 리그 승격을 이룩했다. 이후 1997-98 시즌에도 성공을 이어나가 토케이와의 안방 경기에서 승리했다. 모직자 군단은 안방에서 무패를 거두어 2위로 풋볼 리그 2부로 승격했다.
그러나, 빠르게 비상하는 구단에게도 이번 승격으로 오른 리그는 수준을 따라잡기에는 역부족이었다. 맨체스터 시티, 풀럼, 위건, 스토크, 레딩, 프레스턴 등을 비롯한 구단들을 상대한 모직자 군단은 승점을 46점까지 쌓고도 리그 최하위로 리그를 마감했다. 매킬로이는 1999년에 모스 로스를 떠나 자국 대표팀 지휘봉을 잡게 되었다.
그는 북아일랜드 국가대표팀을 3년 가까이 지도했지만, 29번의 경기에서 5승을 거두는 데 그쳤고, 5승 모두 매킬로이의 1년차에 이룩했다. 북아일랜드 국가대표팀은 유로 2004 예선전에서 스페인으 0-0으로 틀어막기도 했지만, 8경기 모두 무득점으로 침묵했다. 예선전이 끝난 후, 매킬로이는 사퇴하면서 스톡포트 카운티를 맡으며 리그 무대로 복귀했다. 그는 에질리 파크에서 1년 약간 넘게 머물렀는데, 그동안 14승에 그쳤다.
2005년 11월 17일, 그는 현임 짐 하비가 심근 경색으로 병가를 내 공석이 된 컨퍼런스의 모컴을 감독 대행을 맡았다. 그는 모컴을 컨퍼런스 플레이오프전에 올려놓고도 헤리퍼드 유나이티드에 합계 3-4로 패했지만, 2006년 5월에 매킬로이는 정식 감독으로 취임했다.
첫 온전한 시즌에 모컴은 또다시 플레이오프전에 진출해 엑시터 시티를 이기고 웸블리 스타디움에서 열린 첫 플레이오프전에서 승리하고 잉글리시 풋볼 리그로 승격되었다.
매킬로이의 모컴은 구단의 첫 풋볼 리그 시즌인 2007-08 시즌에 11위의 준수한 성적을 거두었고, 프레스턴 노스 엔드와 울버햄프턴 원더러스를 상대로 각각 딥데일과 몰리뇌 원정 리그컵 경기에서 승리했다. 2008-09 시즌, 매킬로이의 모컴은 리그 2에서 시즌을 또다시 11위로 마쳤다. 모컴은 3년차에 4위로 마감하면서 이전 두 시즌의 최고 성적을 경신했고, 새우 군단은 리그 2 준플레이오프전에 참가했다. 그러나 나중에 우승을 차지한 대거넘 & 레드브리지와의 1차전을 0-6으로 대패해 2차전이 어렵게 되었고, 결국 모컴의 89년 안방 크리스티 파크 고별 경기에서 2-1로 이기고도 탈락했다. 2011년 5월 9일, 모컴이 리그를 20위로 마친 후 매킬로이는 상호 계약 해지로 구단을 떠났다.
2022년 10월 10일, 매킬로이는 메이클스필드(전 소속 구단인 메이클스필드 타운의 후신)에 복귀해 고문을 맡아, 대니 휘태커 감독과 협력했다.

## 경력 통계

### 클럽
출처: 새미 매킬로이 - ENFA (구독 필요)
| 구단                | 시즌      | 리그                  | 리그 | 리그 | 컵   | 컵 | 리그컵 | 리그컵 | 유럽 | 유럽 | 기타[A] | 기타[A] | 합계 | 합계 |
| 구단                | 시즌      | 리그명                | 출장 | 골   | 출장 | 골 | 출장   | 골     | 출장 | 골   | 출장    | 골      | 출장 | 골   |
| ------------------- | --------- | --------------------- | ---- | ---- | ---- | -- | ------ | ------ | ---- | ---- | ------- | ------- | ---- | ---- |
| 맨체스터 유나이티드 | 1971–72   | 1부 리그              | 16   | 4    | 3    | 0  | 2      | 0      | —    | —    | —       | —       | 21   | 4    |
| 맨체스터 유나이티드 | 1972–73   | 1부 리그              | 10   | 0    | 0    | 0  | 3      | 1      | —    | —    | —       | —       | 13   | 1    |
| 맨체스터 유나이티드 | 1973–74   | 1부 리그              | 29   | 6    | 2    | 0  | 0      | 0      | —    | —    | —       | —       | 31   | 6    |
| 맨체스터 유나이티드 | 1974–75   | 2부 리그              | 42   | 7    | 2    | 1  | 7      | 2      | —    | —    | —       | —       | 51   | 10   |
| 맨체스터 유나이티드 | 1975–76   | 1부 리그              | 41   | 10   | 7    | 2  | 3      | 1      | —    | —    | —       | —       | 51   | 13   |
| 맨체스터 유나이티드 | 1976–77   | 1부 리그              | 40   | 2    | 7    | 0  | 6      | 0      | 4    | 1    | —       | —       | 57   | 3    |
| 맨체스터 유나이티드 | 1977–78   | 1부 리그              | 39   | 9    | 4    | 0  | 0      | 0      | 4    | 0    | 1       | 0       | 48   | 9    |
| 맨체스터 유나이티드 | 1978–79   | 1부 리그              | 40   | 5    | 9    | 2  | 2      | 1      | —    | —    | —       | —       | 51   | 8    |
| 맨체스터 유나이티드 | 1979–80   | 1부 리그              | 41   | 6    | 2    | 1  | 2      | 1      | —    | —    | —       | —       | 45   | 8    |
| 맨체스터 유나이티드 | 1980–81   | 1부 리그              | 32   | 5    | 1    | 0  | 2      | 0      | 2    | 1    | —       | —       | 37   | 6    |
| 맨체스터 유나이티드 | 1981–82   | 1부 리그              | 12   | 3    | 1    | 0  | 1      | 0      | —    | —    | —       | —       | 14   | 3    |
| 맨체스터 유나이티드 | 합계      | 합계                  | 342  | 57   | 38   | 6  | 28     | 6      | 10   | 2    | 1       | 0       | 419  | 71   |
| 스토크 시티         | 1981–82   | 1부 리그              | 18   | 3    | —    | —  | —      | —      | —    | —    | —       | —       | 18   | 3    |
| 스토크 시티         | 1982–83   | 1부 리그              | 41   | 8    | 3    | 0  | 2      | 0      | —    | —    | —       | —       | 46   | 8    |
| 스토크 시티         | 1983–84   | 1부 리그              | 40   | 1    | 1    | 0  | 3      | 0      | —    | —    | —       | —       | 44   | 1    |
| 스토크 시티         | 1984–85   | 1부 리그              | 34   | 2    | 2    | 0  | 0      | 0      | —    | —    | —       | —       | 36   | 2    |
| 스토크 시티         | 합계      | 합계                  | 133  | 14   | 6    | 0  | 5      | 0      | —    | —    | 0       | 0       | 144  | 14   |
| 맨체스터 시티       | 1985–86   | 1부 리그              | 12   | 1    | 0    | 0  | 1      | 0      | —    | —    | 2       | 0       | 15   | 1    |
| 맨체스터 시티       | 1986–87   | 1부 리그              | 1    | 0    | 0    | 0  | 0      | 0      | —    | —    | —       | —       | 1    | 0    |
| 맨체스터 시티       | 합계      | 합계                  | 13   | 1    | 0    | 0  | 1      | 0      | —    | —    | 2       | 0       | 16   | 1    |
| 외리뤼테            | 1986      | 알스벤스칸            | 7    | 0    | —    | —  | —      | —      | —    | —    | —       | —       | 7    | 0    |
| 베리                | 1986–87   | 3부 리그              | 15   | 2    | 0    | 0  | 0      | 0      | —    | —    | 0       | 0       | 15   | 2    |
| 베리                | 1987–88   | 3부 리그              | 28   | 4    | 1    | 1  | 6      | 0      | —    | —    | 3       | 2       | 38   | 6    |
| 베리                | 1988–89   | 3부 리그              | 45   | 2    | 2    | 0  | 4      | 0      | —    | —    | 2       | 0       | 53   | 2    |
| 베리                | 1989–90   | 3부 리그              | 12   | 0    | 2    | 0  | 2      | 0      | —    | —    | 0       | 0       | 16   | 0    |
| 베리                | 합계      | 합계                  | 100  | 8    | 5    | 1  | 12     | 0      | —    | —    | 5       | 2       | 122  | 11   |
| 뫼들링 (임대)       | 1987–88   | 오스트리아 분데스리가 | 6    | 1    | —    | —  | —      | —      | —    | —    | —       | —       | 6    | 1    |
| 프레스턴 노스 엔드  | 1989–90   | 3부 리그              | 20   | 0    | 0    | 0  | 0      | 0      | —    | —    | 0       | 0       | 20   | 0    |
| 경력 합계           | 경력 합계 | 경력 합계             | 621  | 81   | 49   | 7  | 46     | 6      | 10   | 2    | 8       | 2       | 734  | 98   |

A. ^  "기타" 열은 채리티 실드, 풀 멤버스 컵 출전 경기 기록을 포함한다.

### 국가대표팀
출처:
| 국가대표팀 | 연도 | 출장 | 골 |
| ---------- | ---- | ---- | -- |
| 북아일랜드 | 1974 | 5    | 0  |
| 북아일랜드 | 1975 | 7    | 1  |
| 북아일랜드 | 1976 | 5    | 0  |
| 북아일랜드 | 1977 | 7    | 1  |
| 북아일랜드 | 1978 | 6    | 0  |
| 북아일랜드 | 1979 | 8    | 0  |
| 북아일랜드 | 1980 | 6    | 1  |
| 북아일랜드 | 1981 | 6    | 0  |
| 북아일랜드 | 1982 | 12   | 1  |
| 북아일랜드 | 1983 | 8    | 1  |
| 북아일랜드 | 1984 | 4    | 0  |
| 북아일랜드 | 1985 | 5    | 0  |
| 북아일랜드 | 1986 | 7    | 0  |
| 합계       | 합계 | 85   | 5  |

### 국가대표팀 득점 기록
아래의 점수에서 왼쪽의 점수가 북아일랜드의 점수이다.
| # | 날짜             | 경기장               | 상대       | 점수 | 결과 | 대회                        |
| - | ---------------- | -------------------- | ---------- | ---- | ---- | --------------------------- |
| 1 | 1975년 10월 29일 | 북아일랜드, 벨파스트 | 노르웨이   | 2–0  | 3–0  | 유로 1976 예선전            |
| 2 | 1977년 9월 21일  | 북아일랜드, 벨파스트 | 아이슬란드 | 2–0  | 2–0  | 1978년 월드컵 예선전        |
| 3 | 1980년 10월 15일 | 북아일랜드, 벨파스트 | 스웨덴     | 2–0  | 3–0  | 1982년 월드컵 예선전        |
| 4 | 1982년 4월 28일  | 북아일랜드, 벨파스트 | 스코틀랜드 | 1–1  | 1–1  | 1982년 브리티시 홈 챔피언십 |
| 5 | 1983년 12월 13일 | 북아일랜드, 벨파스트 | 스코틀랜드 | 2–0  | 2–0  | 1984년 브리티시 홈 챔피언십 |

## 수상

### 선수
맨체스터 유나이티드
- 2부 리그: 1974–75[16]
- FA컵
  - 우승: 1976–77;[16]
  - 준우승: 1975–76[17]
- 채리티 실드: 1977(공동 우승)[16]

개인
- 스토크 시티 올해의 선수: 1985[18]
- PFA 올해의 팀: 1988–89(3부)[19]

### 감독
메이클스필드 타운
- 풋볼 컨퍼런스: 1994–95,[20] 1996–97[20]
- 컨퍼런스 리그컵: 1993–94[20]
- FA 트로피: 1995–96[20]

모컴
- 컨퍼런스 내셔널 플레이오프전: 2007[20]

개인
- 풋볼 리그 2부 이달의 감독: 2007년 8월,[21] 2009년 2월[22]

## 참고
1. ↑  매킬로이는 2005년 말부터 짐 하비 감독이 심근 경색으로부터 회복 중에 감독 대행을 맡았다. 매킬로이는 2006년 5월부터 모컴의 정식 감독으로 취임했다.